# Alexandre Petrov (acteur)
Pour les articles homonymes, voir Alexandre Petrov.
Alexandre Andreïevitch Petrov (Алекса́ндр Андре́евич Петро́в), né le 25 janvier 1989 à Pereslavl-Zalesski, est un acteur russe de théâtre, de cinéma et de télévision. Il joue dans de nombreuses séries télévisées de la télévision russe. Il s'est fait connaître du public occidental dans le film de science-fiction, Attraction, sorti en 2017.

## Biographie
Alexandre Petrov étudie d'abord à la faculté d'économie et joue au théâtre en amateur. Au festival de théâtre de la ville de Pokhvistnevo (oblast de Samara) il rencontre au cours d'une master-class Leonid Heifetz qui enseigne au GITIS. Alexandre Petrov quitte donc sa deuxième année de fac et entre au GITIS, qu'il termine en 2012.
Il débute au cinéma en 2010 dans un rôle épisodique du feuilleton télévisé Les Voix («Голоса»). En 2012, il joue un premier rôle dans la série Pendant que la fougère verdit («Пока цветёт папоротник»),. En 2012-2013, Alexandre Petrov travaille dans la troupe du théâtre Et cetera de Moscou. Le 25 janvier 2013, il est pris dans la troupe du théâtre Ermolova sous la direction de Oleg Menchikov.

## Vie privée
Il est en couple avec l’actrice Irina Starshenbaum, rencontrée pendant le tournage de Strelsov.

## Théâtre
- Les Razvaline «Развалины» (d'après Youri Klavdiev, mise en scène Kirill Vytoptov) au théâtre du centre de dramaturgie et de mise en scène : Savoska, fils aîné de Mme Razvalina
- Sheylock «Шейлок» (d'après Le Marchand de Venise de Shakespeare, mise en scène de Robert Stouroua) au théâtre Et cetera de Moscou : Graziano
- Hamlet de Shakespeare (mise en scène de Valery Sarkissov) au théâtre Ermolova de Moscou : Hamlet[5].
- La Cerisaie de Tchekhov (mise en scène de Vladimir Mirzoyev) au théâtre Pouchkine : Ermolaï Alexeïevitch Lopakhine, marchand[6].

## Filmographie

### Cinéma
- 2012 : Août. Le huit (War Zone) Август. Восьмого : Yachka, lieutenant tankiste
- 2012 : Pendant que la fougère verdit Пока цветёт папоротник : Kirill Andreïev, journaliste
- 2013 : Les Grandes Vacances Летние каникулы : Petia Lioutikov
- 2013 : L'Habitude de se séparer (Привычка расставаться) : Denis
- 2013 : Sapins 3 (Ёлки 3) : Slavik
- 2013 : L'Amour dans la grande ville 3 (Любовь в большом городе 3) : Artiom Issaïev le Jeune
- 2013 : Étreindre le ciel (Обнимая небо) : Ivan Kotov
- 2013 : JJ (ЖЖ) : le garçon en tee shirt de base-ball
- 2014 : Le Réfrigérateur (Холодильник) : Max
- 2014 : Fort Ross, à la recherche d'aventures (Форт Росс: В поисках приключений) : le marchand Krioukov
- 2014 : Crime en discussion (Преступление в фокусе) : Fiodor Nikolaïevitch Kelski
- 2015 : Le Bonheur, c'est... (Счастье — это…) : Artiom
- 2015 : Excavation (Раскоп)
- 2015 :  Pirate de l'air (Угонщик)
- 2015 : Les Insaissables : le dernier héros (Неуловимые: Последний герой) : le fan
- 2016 : Les Loups et les agneaux (Волки и овцы: бе-е-е-зумное превращение) (film d'animation) : le Gris (voix)
- 2016 : La Cadeau de Véra (Подарок Веры) : Anton
- 2017 : Love Story (Лавстори) : Seva
- 2017 : Éclipse (Затмение) : Alex
- 2017 : Partner (Напарник) : Baby
- 2017 : Attraction (Притяжение) : Artiom
- 2017 : Gogol. Le Début (Гоголь. Начало) : Nicolas Gogol
- 2018 : La Glace (Лёд) : Sacha Gorine
- 2018 : Le Dernier gardien de Biélodovié (Последний хранитель Беловодья) : Kirill Andreïev
- 2018 : Gogol. Viy [7] (Гоголь. Вий) : Nicolas Gogol
- 2018 : Gogol. Terrible Revenge
- 2018 : T-34, machine de guerre (Т-34) : Ivouchkine
- 2019 : Anna : Peter
- 2019 : Héros : Andreï Rodine
- 2019 : Texto (Текст) : Ilia Goriounov
- 2019 : Invasion (Вторжение) de Fiodor Bondartchouk : Artiom
- 2020 : La Glace 2 (Лёд 2) : Sacha Gorine
- 2020 : Hiver (Зима) de Sergueï Tchernikov : Max
- 2020 : Streltsov (Стрельцов) de Ilya Ouchitel : Eduard Streltsov
- 2021 : Décembre («Декабрь») de Klim Chipenko: Sergueï Essénine
- 2021 : L’homme de Dieu («Человек Божий») de Elena Popovitch: Costa
- 2023 : The Palace de Roman Polanski : Anton
- 2024 : D'ici cent ans (Сто лет тому вперёд) d'Alexandre Andriouchtchenko

### Télévision
- 2010 : Les Voix Голоса (série télévisée) : Liokha
- 2013 : Le Bosquet de Maria Марьина роща (série télévisée; 9e épisode «Карточки», Les Pommes de terres) : Igor Spiridonov
- 2013 : Petrovitch Петрович (série télévisée; 3e épisode «Волк», Le Loup) : Denis Volkovski
- 2013 : Le Second souffle (Второе дыхание) (série télévisée ) : Ilya
- 2013 : Sans droit de choisir (Без права на выбор) (série télévisée) : Liokha
- 2015 : La Loi de la jungle de pierre (Закон каменных джунглей) (série télévisée) : Vadik le rocker
- 2015 : Commerce illégal (Фарца) (série télévisée) : Andreï
- 2015 : Méthode (Метод) (série télévisée) : Génia
- 2016 : Mata Hari (Мата Хари) (série télévisée) : Matthieu Nivot (surnom le Couteau), voleur et assassin
- 2016 : La Firme ivre Пьяная фирма (série télévisée) : Grigori Chtoutchny jeune
- 2016 : Le Policier de la Roubliovka (Полицейский с Рублёвки) (série télévisée) : Gricha Izmaïlov
- 2017 : Vous me rendez tous en fureurǃ Вы все меня бесите! (série télévisée) : Marc
- 2017 : Le Policier de la Roubliovka à Beskoudnikovo (Полицейский с Рублёвки в Бескудниково) (série télévisée) : Gricha
- 2018 : Biélodovié. Le mystère d'un pays perdu (Беловодье. Тайна затерянной страны) (série télévisée) : Kirill Andreïev
- 2018 : Le Policier de la Roubliovka 3 (Полицейский с Рублёвки 3) (série télévisée) : Gricha
- 2018 : Sparta (Sпарта) d'Egor Baranov (série télévisée) : Barkovski
- 2019 : Gogol

## Récompense
- 17e cérémonie des Aigles d'or : Aigle d'or du meilleur acteur à la télévision pour son rôle dans Sparta[8].
- 18e cérémonie des Aigles d'or : Aigle d'or du meilleur acteur pour Texto